# Dieter B. Gerlach
Dieter B. Gerlach (voller Name: Dieter Brian Gerlach; * 23. Mai 1942; † 6. Dezember 2022 in Berlin) war ein deutscher Schauspieler, Regisseur, Autor und Synchronsprecher.

## Leben und Wirken
Dieter B. Gerlach studierte zunächst an den Kunstakademien von Basel und Berlin Malerei, Grafik und Bühnenbild. Seine schauspielerische Ausbildung erhielt er von 1970 bis 1973 bei Herma Clement und Hilde Hildebrand in Berlin.
In den Jahren 1970 bis 1982 hatte er Bühnenauftritte in Berlin, Stuttgart, Hamburg, Hannover, Köln, Frankfurt am Main, Zürich und Basel. 1971 beispielsweise gab er an der Komödie Marquardt (Stuttgart) den Freddy in Shaws Pygmalion, 1972 stand er unter der Regie von James von Berlepsch am Neuen Theater Hannover in George Clarks Bleib doch zum Frühstück auf der Bühne. Weitere Auftritte waren 1976 am Theater am Kurfürstendamm in Der Mann der sich nicht traut von Ted Brennet (Regie: Wolfgang Spier) und 1978 am Kleinen Theater Bad Godesberg in Happy Birthday (Regie: Rolf Wegner). In der gemeinsam mit Gunther Philipp verfassten Komödie Wer mit wem? trat er 1978 am Kölner Theater am Dom  (Regie: Rolf Wegner), 1981 am Bernhard-Theater Zürich (Regie: Georg Marischka) und 1982 an der Komödie Basel (Regie: Peter Strahl) auf.
Unter Pseudonym Alan Cooper verfasste Gerlach einige Theaterstücke, als Autor war er auch für Hörspiele und Hörbücher sowie für Fernsehproduktionen tätig. Mehrfach führte er bei Theateraufführungen, Verfilmungen sowie Hörspielproduktionen Regie.
Seine Fernsehlaufbahn begann 1967 mit dem Spielfilm Die Brücke von Remagen. In der Folge sah man ihn in der Kult-Serie Es muß nicht immer Kaviar sein oder in Ein Mann will nach oben.
Gerlach war die Synchronstimme von John Wayne, Harrison Ford, Sylvester Stallone oder Tom Selleck. Mehrfach sprach er den Schauspieler Jeffrey DeMunn, unter anderem in 16 Episoden der Horror-Serie The Walking Dead. 
Dieter B. Gerlach starb im Alter von 80 Jahren in Berlin.

## Filmografie (Auswahl)
- 1967: Die Brücke von Remagen (Fernsehfilm)
- 1968: Anker auf und Leinen los! (Fernsehserie, 13 Folgen)
- 1968: Bürgerkrieg in Rußland (Fernseh-Fünfteiler)
- 1972: Agent aus der Retorte (Fernsehfilm)
- 1974: Der kleine Doktor (Fernsehserie, 1 Folge)
- 1975: Berlin – 0:00 bis 24:00 (Fernsehserie, 1 Folge)
- 1975: Kommissariat 9 (Fernsehserie, 1 Folge)
- 1976: Verdunkelung (Fernsehfilm)
- 1976: Ein Fall für Stein (Fernsehserie, 1 Folge)
- 1976–1980: Direktion City (Fernsehserie, 16 Folgen)
- 1977: Es muß nicht immer Kaviar sein (Fernsehserie, 2 Folgen)
- 1977: Das chinesische Wunder
- 1978: Ein Mann will nach oben (Fernsehserie, 1 Folge)
- 1979: Schattengrenze (Fernsehfilm)
- 1979: Steiner – Das Eiserne Kreuz, 2. Teil
- 2014: Gefällt mir
- 2015–2016: Rote Rosen (Fernsehserie, 110 Folgen)
- 2017: SOKO Wismar (Fernsehserie, 1 Folge)
- 2018: Aus Liebe (Kurzfilm)

## Werke (Auswahl)

### Theaterstücke (unter dem Pseudonym Alan Cooper)
- Gunther Beth und Alan Cooper: Der Neurosenkavalier[3]
- Gunther Philipp und Alan Cooper: Wer mit wem?
- Stefan Herbst und Alan Cooper: Deine blauen Augen
- Florian Krüger-Shantin und Alan Cooper: Paradise of Pain (Musical, Musik: Frank Nimsgern)

### Fernsehproduktionen
- Ulli Kinalzik und Dieter B. Gerlach: Zwei Mann um einen Herd (NDR 1979, 1 Folge)
- Dieter B. Gerlach: Bürsten Kalle und der Rabe (NDR)
- Dieter B. Gerlach: Der Amokläufer (RTL)

### Hörspiel und Hörbuch
- Dieter B. Gerlach: Milly & Hasi. Die Abenteuer einer außergewöhnlichen Freundschaft
- Dieter B. Gerlach: Tigerblut 1 und 2
- Dieter B. Gerlach: BALLUS im Spielzeugland
- Dieter B. Gerlach: BALLUS und das Fußballturnier
- 1980: Die drei ??? und der tanzende Teufel als tanzender Teufel (Hörspiel Nr. 21, Europa; Regie: Heikedine Körting)
- 2011: Die drei ??? Kids: Einarmige Banditen als Ben (Hörspiel Nr. 22)

### Computerspiele
- 2011: The Elder Scrolls V: Skyrim als Esbern
- 2018: Kingdom Come: Deliverance als Divish von Talmberg